# 有翅亞目
有翅亞目（學名：Cirrina），又稱為有鰭亞目，為八腕目下的兩個亞目之一，特徵包括體內具有小殼以及頭部一對推進用的鰭，而無翅亞目的章魚則均缺乏此兩項特徵。小殼的質地類似軟骨，提供給鰭運動所需的肌肉附著。
有翅亞目的英文學名「Cirrina」來自於該亞目章魚的觸手每個吸盤上具有一對類似纖毛的突起（cirri），這些突起被認為與進食行為有關，可能可以幫助製造水流讓水中的食物更容易流向口部位置。有翅亞目的章魚沒有墨囊。

## 分類
- 頭足綱 Cephalopoda
  - 鸚鵡螺亞綱 Nautiloidea
  - †菊石亞綱 Ammonoidea
  - 蛸亞綱 Coleoidea
    - 十腕總目 Decapodiformes：魷魚、墨魚
    - 八腕總目 Octopodiformes
      - †粗沙鳞科 Trachyteuthis(地位未定)
      - 幽靈蛸目 Vampyromorphida
      - 八腕目 Octopoda(地位未定)
        - †古鬚蛸属（英语：Paleocirroteuthis） Paleocirroteuthis (地位未定)[1]
        - †波爾蛸屬（英语：Pohlsepia） Pohlsepia (地位未定)
        - †前蛸屬 Proteroctopus (地位未定)
        - †古蛸科 Palaeoctopodidae
          - †古蛸屬 Palaeoctopus
          - †口锥蛸属（英语：Styletoctopus） Styletoctopus
          - †Keuppia（英语：Keuppia）

        - 有翅亞目 Cirrina
          - 面蛸總科 Opisthoteuthoidea
            - 面蛸科 Opisthoteuthidae
            - 古氏蛸科 Grimpoteuthidae
            - 鬚面蛸科 Cirroctopodidae

          - 鬚蛸總科 Cirroteuthoidea
            - 鬚蛸科 Cirroteuthidae
            - 十字蛸科 Stauroteuthidae

        - 無翅亞目 Incirrina